# 公衆浴場

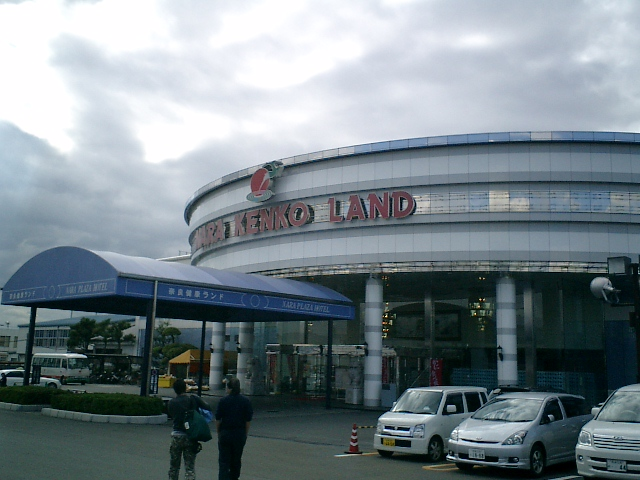
奈良健康ランド（天理市）

公衆浴場（こうしゅうよくじょう、英語: public bathhouses）とは、公衆一般が利用する入浴施設のこと。大衆浴場、公共浴場とも。

## 歴史

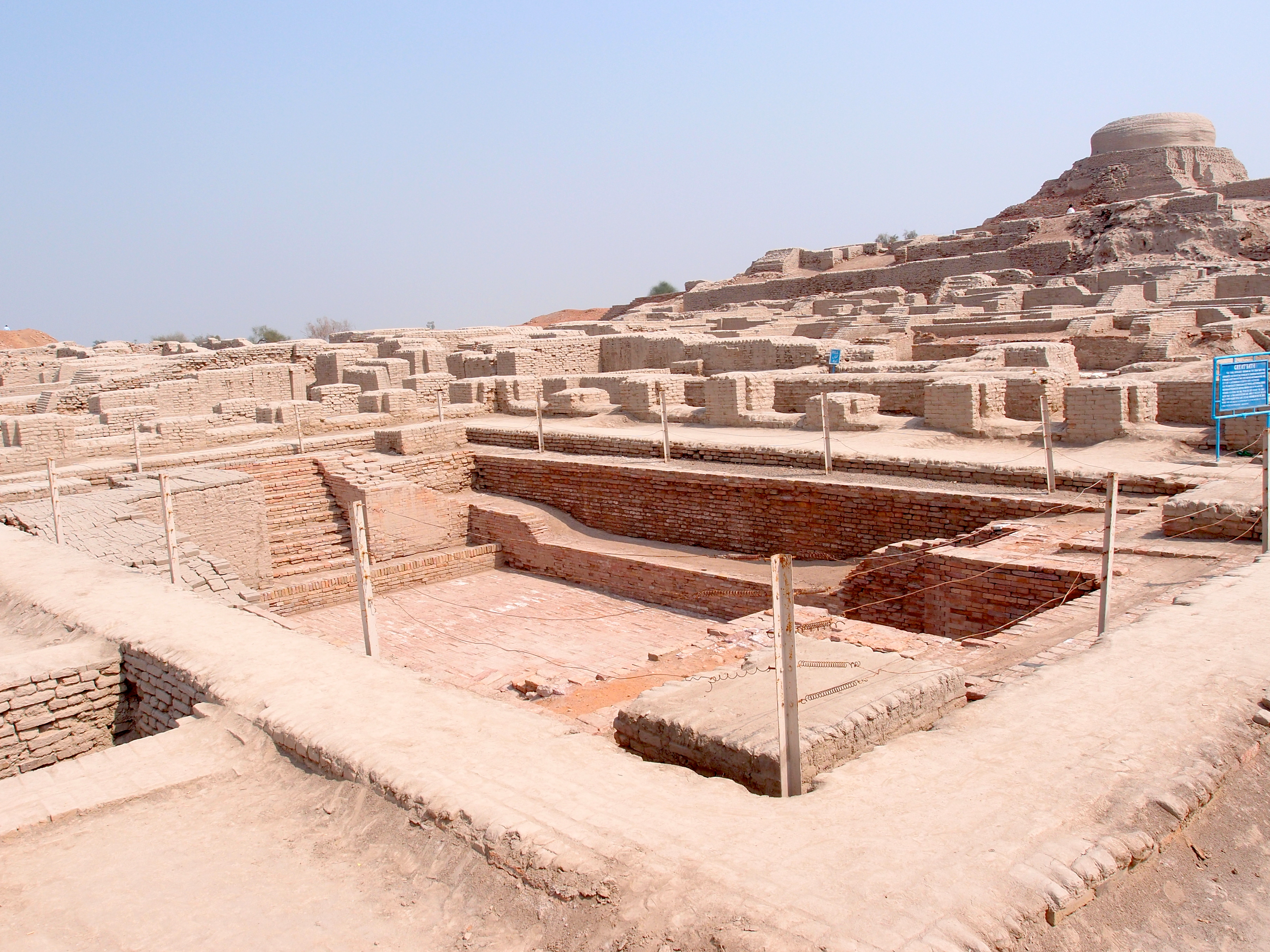
モヘンジョダロの大浴場

インダス文明の古代遺跡であるモヘンジョダロの市街では、井戸水が各戸に供給され浴室などが備えられるとともに、街には大浴場が整備されていた（大浴場については宗教施設とする見解もある）。

### ヨーロッパ

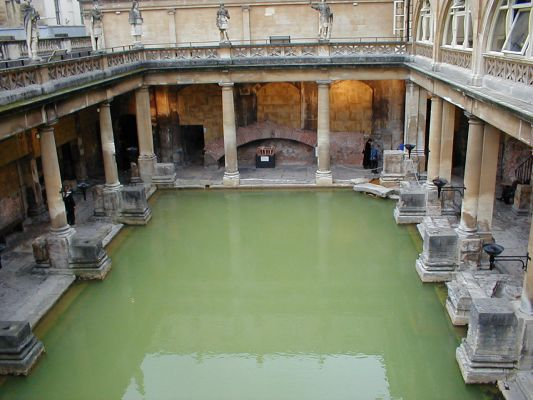
古代ローマの公衆浴場（イギリス・バース市）

古代ローマでは皇帝による公衆浴場の建設が行われた。その位置付けについては、ロビンソンやイェギュルなど衛生政策とみる見解がある一方、スミスやフェイガンは衛生政策と安易に結びつけることを批判している。
公衆浴場は16世紀のルネッサンス期に衰退期を迎えた。
イギリスの労働者都市として知られたダンファームリンで1913年から1914年にかけて行われた調査記録では、人口2万8000人に対して公衆浴場のバスタブ数は30で、住民の3人に2人は年に1度、残りの3分の1は年に2度としているが、それでもイギリスの他の地域と比べると目覚ましく高い数字と記している。

### 入浴と宗教
入浴と宗教の関係では、イスラム教のハマーム（ハンマーム）などがある。
日本では仏教の伝来ととともに入浴による清めの文化がもたらされたといわれ、『仏説温室洗浴衆僧教』（温室教）などの経典で入浴が促された。

## 日本の公衆浴場

### 法制
公衆浴場法では、公衆浴場の定義を置き（第1条）、都道府県知事（保健所を設置する市又は特別区にあっては，市長又は区長）の許可制として配置基準を定めることとしている（第2条）。
また、1981年（昭和56年）には「公衆浴場の確保のための特別措置に関する法律」が制定され、国及び地方公共団体による公衆浴場の経営の安定のための必要な措置（3条）や活用についての配慮（4条）、貸付けについての配慮（5条）、助成等についての配慮（6条）が規定されている。
各法律では次のように定義されている。
- 「公衆浴場法」第1条
  - この法律で「公衆浴場」とは、温湯、潮湯又は温泉その他を使用して、公衆を入浴させる施設をいう。
- 「公衆浴場の確保のための特別措置に関する法律」第2条
  - この法律で「公衆浴場」とは、公衆浴場法（昭和二十三年法律第百三十九号）第一条第一項に規定する公衆浴場であつて、物価統制令（昭和二十一年勅令第百十八号）第四条の規定に基づき入浴料金が定められるものをいう。

上の「公衆浴場の確保のための特別措置に関する法律」に基づき、自治体ごとに特別措置が講じられており、固定資産税の減免、水道料金の低減、利子補給などが条例で定められている。
また、公衆浴場法に規定する浴場業は生活衛生関係営業の運営の適正化及び振興に関する法律の適用業種であり、各業種ごとに各都道府県に同業組合の設立が認められている。
なお、旅館業における衛生等管理要領では「旅館営業にあっては、当該施設に近接して公衆浴場がある等入浴に支障をきたさないと認められる場合には、宿泊者の需要を満たすことができる適当な規模の入浴設備を必ずしも有する必要のないこと。」と定められている。

### 産業分類
日本標準産業分類では公衆浴場を一般公衆浴場とその他の公衆浴場に分ける。
- 一般公衆浴場
  - 日本標準産業分類では「日常生活の用に供するため、公衆又は特定多数人を対象として入浴させるもので、公衆浴場入浴料金の統制額の指定等に関する省令（昭和32年厚生省令第38号）に基づく都道府県知事の統制をうけ、かつ、当該施設の配置について公衆浴場法第2条第3項に基づく都道府県の条例による規制の対象となっている事業所をいう。」と定義される[7]。いわゆる銭湯業のことを指す[8]。
- その他の公衆浴場
  - 日本標準産業分類では「薬治、美容など特殊な効果を目的として公衆又は特定多数人を対象として入浴させる事業所をいう。」と定義される[7]。温泉浴場業、蒸しぶろ業、砂湯業、サウナぶろ業、スパ業、鉱泉浴場業、健康ランド、スーパー銭湯がこれに当たる[8]。

## 韓国の公衆浴場
韓国では伝統的に熱気浴が行われ、儒教の影響から暑気払いや美容目的を除いて全身浴は一般的でなかったが、日本の公衆浴場に相当する沐浴湯の普及もみられる。